# Смъртоносно оръжие
„Смъртоносно оръжие“ (на английски: Lethal Weapon) е американска екшън комедия от 1987 година на режисьора Ричард Донър, продуциран от Джоел Силвър, по сценарий на Шейн Блек. Главните роли изпълняват Мел Гибсън и Дани Глоувър с Гари Бъзи, Том Аткинс, Дарлийн Лав и Мичъл Райън. В „Смъртоносно оръжие“ двама неподхождащи си детективи – Мартин Ригс (Гибсън), бивша зелена берета, който иска да се самоубие след смъртта на съпругата си, и Роджър Мъртоу (Глоувър), който вече мисли за пенсия, са принудени да работят заедно.
Филмът е пуснат на 6 март 1987 г. При примиерата си филмът печели над 120 милиона долара (срещу начален бюджет от 15 млн. долара) и е номиниран за Оскар за най-добър звук. Той се превръща в поредица, която включва три продължения и телевизионен сериал.

## Актьорски състав
| Изпълнител                                 | Роля                                   |
| ------------------------------------------ | -------------------------------------- |
| Мел Гибсън                                 | Мартин Ригс                            |
| Дани Глоувър                               | Ричард Мъртоу                          |
| Гари Бъзи                                  | Г-н Джошуа                             |
| Мичъл Райън                                | Питър Маккалистър                      |
| Том Аткинс                                 | Майкъл Хънсейкър                       |
| Дарлийн Лав                                | Триш Мъртоу (съпруга на Ричард Мъртоу) |
| Джаки Суонсън                              | Аманда Хънсейкър                       |
| Трейси Улф                                 | Риан Мъртоу (дъщеря на Ричард Мъртоу)  |
| Деймън Хейнс                               | Ник Мъртоу (син на Ричард Мъртоу)      |
| Ебони Смит                                 | Кари Мъртоу (дъщеря на Ричард Мъртоу)  |
| Стив Кахан                                 | Капитан Мърфи                          |
| Мери Елън Трейнър                          | Д-р Стефани Удс                        |
| Ед О'Рос                                   | Мендес                                 |
| Луция Наф                                  | Дикси                                  |
| Джими Ф. Скагс Джейсън Ронард Блаки Дамнет | Наркодилъри                            |
| Ал Леонг                                   | Ендо                                   |
| Джак Тибоу                                 | Маккаски                               |
| Гранд Буш                                  | Бойет                                  |

## В България
В България филмът е първоначално разпространен на VHS от Брайт Айдиас през 1992 г. с български дублаж, а след това от Александра Видео със субтитри на български език.
През 2011 г. се излъчва по каналите на bTV.